# Wide Hex Ultra eXtended Graphics Array
 (novembre 2022).
Si vous disposez d'ouvrages ou d'articles de référence ou si vous connaissez des sites web de qualité traitant du thème abordé ici, merci de compléter l'article en donnant les références utiles à sa vérifiabilité et en les liant à la section « Notes et références ».
 (novembre 2022).
Le WHUXGA ou Wide Hex Ultra eXtended Graphics Array est un standard d'affichage correspondant à un HUXGA large dont la définition est de 7 680×4 800 pixels, soit 36 864 000 pixels. il est apparu [Quand ?].
Dans le cadre des moniteurs, la proportion de l'écran est de 16/10 (largeur / hauteur) ; c’est-à-dire que la largeur est 1,6 fois plus grande que la hauteur.